# Saxofón tenor
El saxofón tenor es un instrumento musical de lengüeta simple, perteneciendo a la familia de instrumentos de viento y, dentro de este grupo, a los instrumentos de viento-madera. Está afinado en si bemol (Bb en cifrado anglosajón).

## Historia

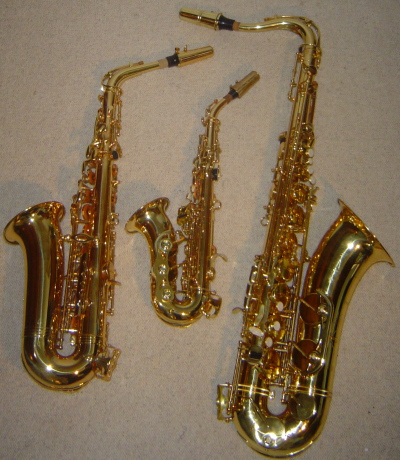
De izquierda a derecha, un saxofón alto en mi bemol, un saxofón soprano curvado en si bemol y un saxofón tenor en si bemol.

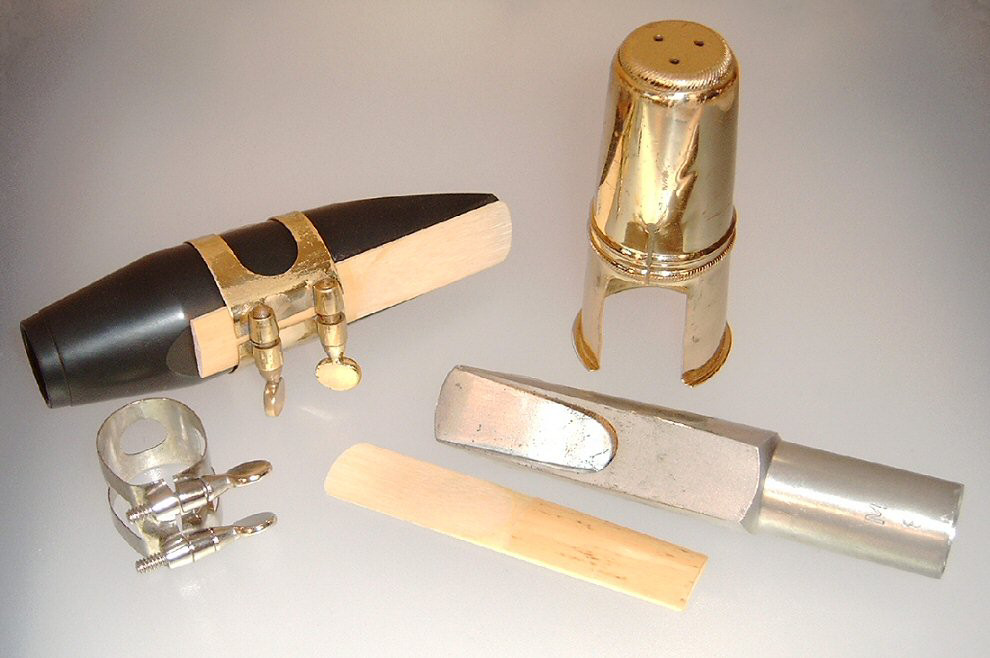
Dos tipos de boquilla para saxofón tenor, a la izquierda la de ebonita y a la derecha la de metal. En pie, el boquillero que se emplea para proteger la caña cuando no se está tocando el instrumento.

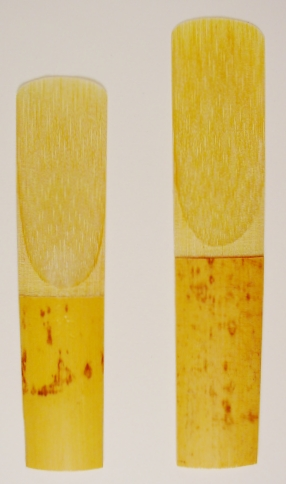
Caña de lengüeta de saxofón alto (izquierda) y saxofón tenor (derecha).

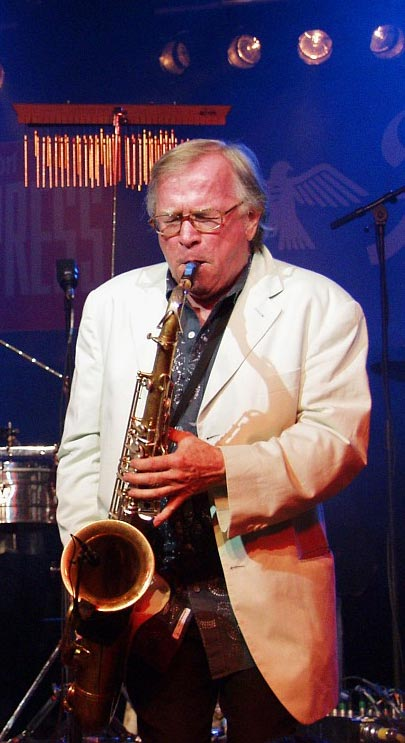
El saxofonista de jazz Klaus Doldinger tocando un saxofón tenor.

El saxofón tenor pertenece a la familia de catorce instrumentos musicales patentados el 28 de junio de 1846 por Adolphe Sax con la intención de formar un enlace entre los clarinetes y los instrumentos de metal usados en las bandas militares. Sax dividió sus instrumentos en dos grupos de siete, cada uno de ellos con tonos desde saxofón sopranino hasta saxofón subcontrabajo.

## Sonido
El saxofón tenor está afinado en si bemol. En comparación con el saxofón alto, tiene una mayor calidad y suavidad de sus graves (en el alto, los graves son muy ásperos), aunque no destaca en los agudos, ya que son más difíciles de dominar que en el saxofón alto, y además son demasiado penetrantes. Al contrario que los saxofones soprano y alto, un tenor normalmente no alcanza al sol sobreagudo (se suele contener en el fa sostenido y si se es un buen intérprete), y aunque los tenores modernos podrían llegar incluso al sol sostenido, su ejecución es muy arriesgada, incluso en manos de saxofonistas experimentados.

## Descripción
Más grande que el saxofón alto, pero más pequeño que el saxofón barítono, el saxofón tenor, al igual que estos instrumentos, se toca usando boquilla en la cual se coloca una lengüeta de caña sostenida por la abrazadera de metal. Tiene 23 llaves. Tradicionalmente fabricado en latón, también se fabrican en plástico.

## Músicos asociados con el saxofón tenor
Originalmente un instrumento para banda de música militar, diseñado específicamente como tal, al igual que con el saxofón alto, es en el jazz donde más extendido está el uso del saxofón tenor.
Aunque no fue el primer saxofón usado por un músico de jazz (el clarinetista Sidney Bechet estaba usando el saxofón soprano a comienzos de la década de 1920), es con Coleman Hawkins cuando el saxofón tenor empieza a ser usado como instrumento para solistas. Hawkins será seguido por Ben Webster y Lester Young.
Antes de la Segunda Guerra Mundial, John Coltrane toca el saxofón alto, pero después de la guerra mundial, toca el saxofón tenor. Otros destacados saxos tenores son entre otros Buddy Tate, Don Byas, James Moody, Stan Getz, Johnny Griffin, Sonny Rollins, Archie Shepp, Wayne Shorter, Dexter Gordon, Michael Brecker, Paul Gonsalves, Frank Foster, Lucky Tompson, Eddie "Lockjaw" Davis, Frank Wess, Zoot Sims, Al Cohn, Arnett Cobb, Ike Quebec, Illinois Jacquet, Hank Mobley, Chu Berry, Stanley Turrentine, Houston Person, Charles Lloyd, Joe Henderson, Joshua Redman, James Carter y Javier Alzola.